# Donald Thomas
Donald Thomas (1984. július 1. –) világbajnok bahamai atléta.
Két méter huszonhárom centiméteres ugrásával negyedik lett a 2006-os nemzetközösségi játékokon.
A 2007-es oszakai világbajnokságon aranyérmes lett az orosz Jaroszlav Ribakov és a ciprusi Kiriakosz Ioannou előtt. A döntőben mindhármuk legnagyobb ugrása 2,35 volt, és végül a kevesebb rontott kísérletek száma döntött köztük. Ez az eredmény egyébiránt Donald egyéni legjobbja.
A pekingi olimpián a selejtezőben esett ki, miután három próbálkozás után sem tudta teljesíteni a 2,25-ös magasságot.

## Egyéni legjobbjai
Szabadtér
- Magasugrás – 2,35

Fedett
- Magasugrás – 2,33